# Vanua'aku Pati
Le Vanua'aku Pati (« Parti de notre terre » en bichelamar, VAP) est un parti politique vanuatais.

## Historique
Le parti est fondé en 1971 « par des membres des clergés anglican et presbytérien, par des bureaucrates de bas rang de l'administration coloniale britannique, et par des enseignants ». Ses fondateurs sont Donald Kalpokas, William Edgel, Peter Taurakoto, Shem Rarua, Iolu Abil et Aiden Arugogona. Jusqu'en 1974, il porte le nom de New Hebrides National Party (« Parti national des Nouvelles-Hébrides »). Ses premiers dirigeants sont collectivement le prêtre anglican Walter Lini et les enseignants presbytériens Peter Taurokoto et Donald Kalpokas. Le parti fait pression pour un accès rapide du pays -qui est alors un condominium franco-britannique- à l'indépendance,.
Il remporte les élections législatives de 1979, permettant à Lini de devenir Premier ministre. Il devient le premier dirigeant du Vanuatu lors de l'accès à l'indépendance de l'archipel en 1980 sous le nom Vanuatu.
Lini demeure au pouvoir jusqu'en 1991, date à laquelle il quitte le parti, qui subit une scission. Pendant la décennie qui vient, deux membres du Vanua'aku Pati, Donald Kalpokas et Edward Natapei, sont Premiers ministres.
Le parti obtient dix-huit sièges aux élections de 1998, quatorze en 2002, et huit en 2004. Il devient alors minoritaire au sein d'une coalition gouvernementale dirigée par Ham Lini, du Parti national unifié. En juillet 2007, le dirigeant du Vanua'aku Pati, Edward Natapei, est nommé vice-Premier ministre.

## Idéologie
Le Vanua'aku Pati se veut initialement de gauche, son fondateur Walter Lini étant le concepteur du socialisme mélanésien. Dans les années 1970 et 1980, il promeut la kastom (coutume autochtone), un État unitaire avec une autorité centralisée, l'anglais (cherchant à marginaliser le français dans le pays) et, en matière de politique étrangère, l'anticolonialisme et le non-alignement. En cela, il s'oppose à une coalition de partis francophones (rassemblés à partir de 1981 en une Union des partis modérés) qui sont initialement anti-indépendantistes ou bien souhaitent retarder l'indépendance du pays pour s'assurer au préalable de son développement, défendent la minorité francophone, et promeuvent la décentralisation du pouvoir politique, voire le fédéralisme. À partir du début des années 1990, le Vanua'aku Pati est un parti centriste.

## Représentation au Parlement
| Élection | Sièges  | Gouvernement |
| -------- | ------- | ------------ |
| 1979     | 25 / 39 |              |
| 1983     | 24 / 39 |              |
| 1987     | 26 / 46 |              |
| 1991     | 10 / 46 |              |
| 1995a    | 20 / 50 |              |
| 1998     | 18 / 52 |              |
| 2002     | 14 / 52 |              |
| 2004     | 8 / 52  |              |
| 2008     | 11 / 52 |              |
| 2012     | 8 / 52  |              |
| 2016     | 6 / 52  |              |
| 2020     | 7 / 52  |              |

a Coalition avec le Parti progressiste mélanésien.